# Далматово
Далма́тово (рос. Далматово) — місто, центр Далматовського району Курганської області, Росія. Адміністративний центр Далматовського міського поселення.
Населення — 13911 осіб (2010, 14972 у 2002).